# Gibeauxiella bellaqueifontis
Gibeauxiella bellaqueifontis ist ein Schmetterling (Nachtfalter) aus der Familie der Prachtfalter (Cosmopterigidae).

## Merkmale
Die Falter haben eine Flügelspannweite von 9 Millimeter. Kopf und Stirn (Frons) glänzen gelblich weiß, der Scheitel (Vertex) ist ockerfarben weiß. Die Fühler sind braun und cremeweiß geringelt. Der Thorax glänzt braun und hat hinten einen ockerfarbenen Fleck. Die Tegulae sind braun und an den Seiten und hinten ockerfarben. Die Vorderflügel sind braun und mit dunkelbrauner Durchmischung. Die Mitte der äußersten Flügelbasis ist mit einem kleinen weißen Fleck gezeichnet. Bei 1/5 der Vorderflügellänge verläuft eine cremeweiße Binde schräg nach außen. Sie verjüngt sich und reicht nicht bis zum Flügelinnenrand. Zwei cremeweiße Costalflecke liegen bei der Hälfte und bei 4/5 der Vorderflügellänge. Der erste ist länglich und verläuft von der Flügelmitte schräg nach innen zur Costalader. Der zweite ist kleiner und abgerundet. Der Flügelinnenrand ist mit zwei cremeweißen Flecken versehen. Der erste ist unregelmäßig und liegt in der Flucht des ersten Costalflecks. Der zweite Fleck ist klein und befindet sich gegenüber dem zweiten Costalfleck. Der Apex ist mit einem sehr kleinen ockerfarben weißen Fleck gezeichnet. Ein kleines Büschel abstehender Schuppen befindet sich in der Nähe der Flügelbasis unterhalb der Analfalte, zwei weitere, gegenüberliegende Büschel befinden sich beidseits der Analfalte zwischen Binde und erstem Costalfleck. Die Außenseite des ersten Dorsalflecks ist mit einem kleinen ockerfarbenen Fleck verschmolzen. Zusätzlich sind die Ränder der weißen Zeichnungselemente mit einigen ockerfarbenen Schuppen durchmischt. Am Apex sind die Fransenschuppen dunkelbraun und in Richtung des Flügelinnenrandes fahler. Sie haben eine deutliche dunkelbraune Saumlinie.
Bei den Männchen ist das rechte Brachium nahezu gerade und verjüngt sich distal nur allmählich. Das linke Brachium verjüngt sich und ist zugespitzt. Die Valven sind zugespitzt und haben einen konvexen dorsalen Rand und eine breite Ausbuchtung vor der Mitte des ventralen Randes. Die Valvellae sind deutlich asymmetrisch und jeweils mit vier bis fünf kräftigen Borsten besetzt. Die rechte Valvella ist fingerförmig und hat eine abgerundete Spitze. Die linke Valvella ist leicht keulenförmig und abgerundet, sie ist nur halb so lang wie die rechte. Weite Fortsätze erscheinen im Präparat asymmetrisch. Der linke Fortsatz ist dreieckig, der rechte ist schmal und kurz. Der Aedeagus ist kurz und gekrümmt, er verjüngt sich distal leicht.
Die Genitalarmatur der Weibchen ist unbekannt.

### Ähnliche Arten
Der ähnlichen Art Gibeauxiella reliqua fehlen auf den Vorderflügeln der zweite cremeweiße Fleck am Flügelinnenrand, der kleine Fleck an der Flügelspitze, die ockerfarbenen Zeichnungselemente und die abstehenden Schuppenbüschel. Die Hinterflügel sind etwas dunkler.

## Verbreitung
Gibeauxiella bellaqueifontis wurde bisher nur in Frankreich (Forêt de Fontainebleau) gefunden.

## Biologie
Das einzige Exemplar der Art wurde Anfang Mai gefangen, als es aus einem Baumpilz (Ganoderma applanatum) schlüpfte.

## Systematik
Aus der Literatur ist das folgende Synonym bekannt:
- Hodgesiella bellaqueifontis Gibeaux, 1986